# Acacia inaequilatera
Acacia inaequilatera är en ärtväxtart som beskrevs av Karel Domin. Acacia inaequilatera ingår i släktet akacior, och familjen ärtväxter. Inga underarter finns listade i Catalogue of Life.